# Robert Devis
Robert Devis (* 2. Mai 1933 in Bazouges; † 10. Dezember 2014) war ein französischer Fußballspieler.

## Karriere
Devis begann seine Karriere beim unterklassigen Verein SC Saint-Nazaire. 1957 wechselte er von dort aus direkt in die erste Liga zum SCO Angers. In den ersten beiden Jahren kam er dort auf insgesamt drei Einsätze. Im dritten Jahr gelang ihm der Durchbruch und er wurde Stammtorwart. Nach mehreren Jahren als erster Torwart kam er in der Saison 1964/65 zu keinem Einsatz mehr und wechselte zum FC Toulouse. Dort konnte er allerdings auch keinen Stammplatz erreichen. 1967 beendete er seine Karriere.